# Casa Mara

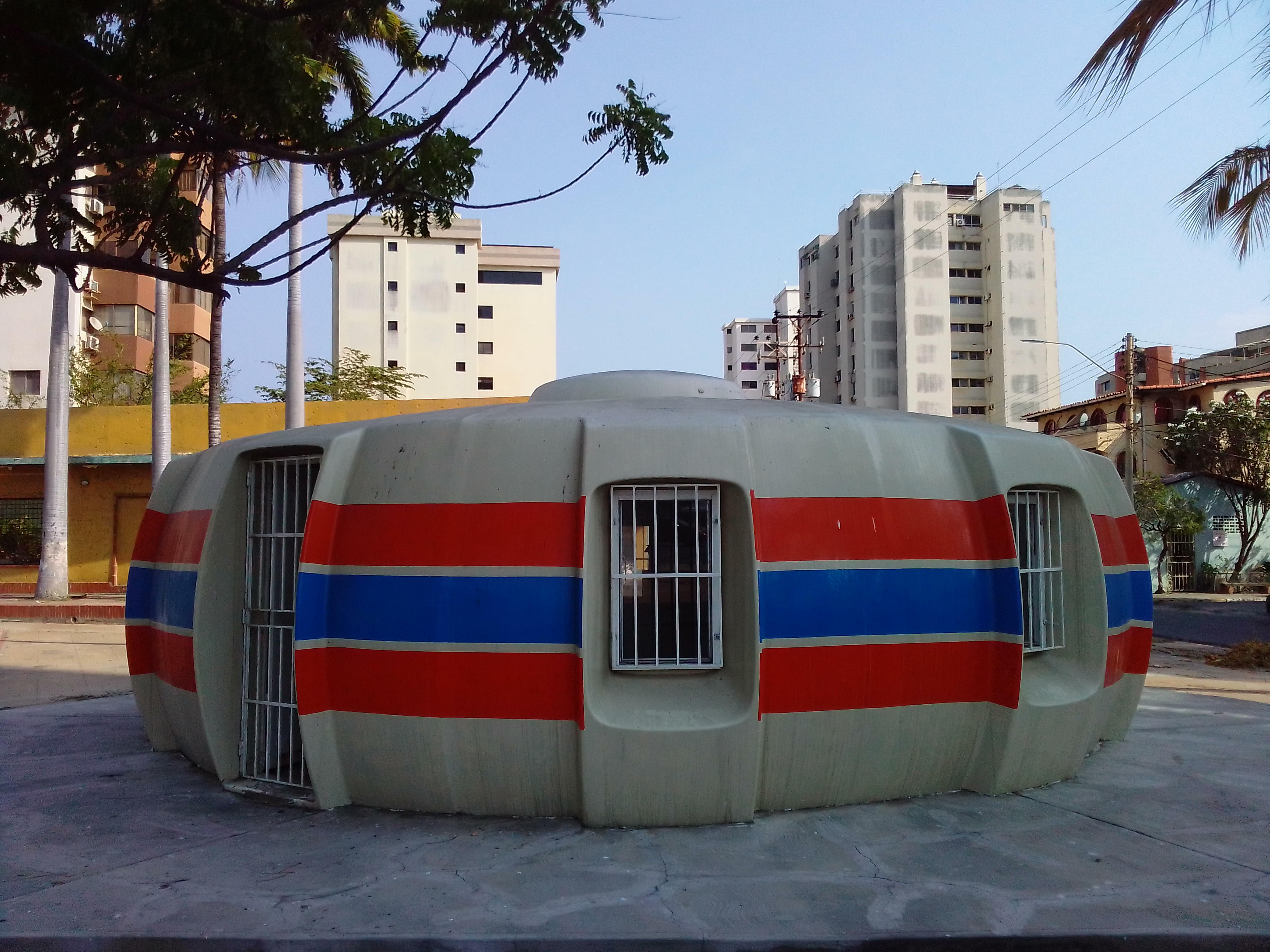
Casa Mara en la ciudad de Lechería Venezuela

Casa Mara también llamada módulo Ipostel es un tipo de módulo habitacional prefabricado diseñado en 1972 por el arquitecto venezolano Jorge Castillo Blanco ganador en 1999 del premio nacional de arquitectura de Venezuela. Estas casas prefabricadas fueron inspiradas en parte en las Churuatas un tipo de vivienda indígena de algunas tribus de Venezuela como los Panare y Piaroas, si bien fueron ideadas como vivienda familiar mayoritariamente se les dio un uso institucional, funcionaron como oficinas de la empresa pública de correo de Venezuela el Instituto Postal Telegráfico de Venezuela (Ipostel) y otras como unidades de servicio odontológico y módulos policiales.
Existieron varios proyectos que usaban el diseño de casa Mara, como el de un hotel, guarderías y viviendas pero estos nunca fueron ejecutados, con el paso del tiempo muchas fueron abandonadas, cayeron en mal estado y desaparecieron, en la actualidad quedan en pie un número reducido, algunas de propiedad privada y otras en espacios públicos que se han convertido en atractivos turísticos. El diseño casa Mara consiguió en 1973 el premio vivienda unifamiliar en la V Bienal Nacional de Arquitectura y fue una de las obras que representó a Venezuela en la exposición en Nueva York en la Latin America in Construction: Architecture 1955-1980 realizada en el museo MoMA en el 2015.

## Estructura
Es de forma circular con una base de hormigón unos 7,7 metros de diámetro, compuesta por una cúpula de 2,1 metros de diámetro y 10 gajos de tipo pared techo de 2,7 metros de altura y un peso de 85 kilos aproximadamente, algunos con ventanas y puerta, construidos en poliéster reforzado con fibra de vidrio unidos con poliuretano rígido expandido por medio de ensamblaje y tornillos, el diseño original puede ser expandido añadiendo más gajos o por la unión de varios módulos por medio de un túnel de acoplamiento.
Algunas ventajas de este tipo de módulos son el bajo coste, fácil mantenimiento, resistencia, la rapidez y flexibilidad en su construcción, los módulos pueden extenderse agregando más gajos de expansión o acoplando varios módulos tanto vertical como horizontalmente. Entre sus desventajas están una alta absorción de humedad lo que las hace viviendas calurosas y con el paso de los años los módulos pueden presentar filtraciones en las uniones de los gajos y el techo, los módulos expandidos por la adición de más gajos pueden presentar pandeo en el techo. el poliéster usado en su fabricación produce una alta contaminación y este plástico no es biodegradable, aunque existen propuestas de modificación para corregir sus desventajas

## Historia
La casas fueron ideadas en 1972 como un vivienda familiar, se fabricaron un total de 94 unidades que se repartieron por Venezuela, aproximadamente 43 fueron compradas por la institución pública Corporación Venezolana de Fomento (CVF) para el Centro Industrial Experimental para la Producción de Alimentos (CIEPE) y desde entonces son usadas como viviendas por algunos de sus trabajadores. Desde 1980 el diseño logra cierta popularidad y se instala de forma simbólica una casa Mara en el Archipiélago Los Monjes territorio disputado entre Venezuela y Colombia, sin embargo, la mayoría de los restantes módulos fueron usados por instituciones del estado, a nivel nacional fueron usados principalmente como oficinas de Ipostel, empresa pública de correos en Venezuela, debido a su forma y que se pintaron de naranja se les conocía popularmente como mandarinas o auyamitas (calabaza).
Se idearon varios proyectos modificando el diseño original que iban desde viviendas más amplias, guarderías y la construcción de un centro empresarial que incluía un hotel de 15 pisos formado por 6 módulos pero estos proyectos no llegaron a ejecutarse. Tras el paso de los años muchas casas Maras fueron abandonadas y destruidas, en la actualidad son pocas las que aun se mantienen en pie conservadas como curiosidades en algunas ciudades de Venezuela.